# Maoricicada lindsayi
Maoricicada lindsayi är en insektsart som först beskrevs av Myers 1923.  Maoricicada lindsayi ingår i släktet Maoricicada och familjen cikador. Inga underarter finns listade i Catalogue of Life.